# Karel Pátek
Karel Pátek (5. května 1927 Přibyslav – 25. listopadu 1967 Praha) byl český fyzik, který se zabýval elektroluminiscencí sulfidu zinečnatého, vedoucí týmu, který vyvinul první československý laser.

## Život a dílo
V roce 1951 dokončil studium na Přírodovědecké fakultě Univerzity Karlovy ve specializaci aplikovaná fyzika. Poté byl aspirantem na Matematicko-fyzikální fakultě, kde studoval pod vedením prof. Tauce a později prof. Kliera fotovodivost selenu. 
Při tom počala jeho orientace na studium optických a později luminiscenčních vlastností.
Od prosince 1962 pracoval na vzniku prvního československého laseru s použitím neodymového skla. První přístroj uvedl jím vedený kolektiv Fyzikálního ústavu ČSAV do chodu 9. dubna 1963. Věnoval se studiu fyzikálních vlastností skel pro laserové účely. Sledoval vliv typu skleněné matrice a koncentrace neodymu na luminiscenční vlastnosti těchto skel. 
Měl jednoho syna. 

## Posmrtné ocenění
V Praze je po něm pojmenovaná ulice Pátkova, která začíná u areálu MFF UK Troja resp. Katedry jaderných reaktorů FJFI.